# OBS 정오종합뉴스
《OBS 정오종합뉴스》는 OBS 라디오에서 매일 낮 12시에 방송되었던 낮 종합뉴스 프로그램이다.

## 기획의도 / 개요
- 편성표, 아나운서 멘트 모두 OBS 라디오 정오종합뉴스로 표기하고 있다.

## 앵커
- 이상희 아나운서

## 동시 시간대 뉴스 프로그램
- KBS 제1라디오 정오종합뉴스 (KBS 제1라디오)
- MBC 정오종합뉴스 (MBC 표준FM)
- cpbc 정오종합뉴스 (cpbc FM)
- BBS 정오종합뉴스 (BBS FM)
- 경인방송 정오종합뉴스 (경인방송)
- TBS 정오종합뉴스 (TBS 교통방송)
- TBN 정오뉴스 (TBN 한국교통방송)
- 국방FM 뉴스 (국방FM)

## 같이 보기
- OBS 라디오